# Бета Стрелы
Бета Стрелы (лат. β Sagittae) — одиночная звезда в созвездии Стрелы. Слабая звезда, однако видна невооружённым глазом, обладает видимой звёздной величиной 4,38. На основе измерения годичного параллакса, равного 7,7237 мсд по данным спутника Gaia, получена оценка расстояния от Солнца до звезды, равная 420 световым годам. Звезда приближается к Солнцу с лучевой скоростью −22 км/с.
Звезда находится на поздней стадии эволюции, это красный гигант спектрального класса G8 IIIa CN 0.5. Дополнительное обозначение свидетельствует о наличии небольшого избытка молекулы циана в спектре. По оценкам, возраст Беты Стрелы составляет около 129 миллионов лет, а масса в 4,33 превышает солнечную. Радиус звезды равен 27 радиусам Солнца. Светимость звезды равна 392 светимостям Солнца, а эффективная температура фотосферы составляет 4850 K.

## Название
В китайском языке название 左旗 (Zuǒ Qí) означает Левый флаг и относится к астеризму, состоящему из β Стрелы, α Стрелы, δ Стрелы, ζ Стрелы, γ Стрелы, 13 Стрелы, 11 Стрелы, 14 Стрелы и ρ Орла. Название для β Стрелы — 左旗二 (Zuǒ Qí èr, Вторая звезда левого флага).